# Saltos ornamentais nos Jogos Olímpicos Intercalados de 1906
Nos Jogos Olímpicos Intercalados de 1906 em Atenas, apenas um evento de saltos ornamentais foi realizado, a plataforma para homens. Denominados Jogos Intercalados, a edição de 1906 não é considerada oficial pelo Comitê Olímpico Internacional.

## Medalhistas
Masculino
| Evento     | Ouro                  | Prata                   | Bronze                 |
| ---------- | --------------------- | ----------------------- | ---------------------- |
| Plataforma | Gottlob Walz Alemanha | Georg Hoffmann Alemanha | Otto Satzinger Áustria |

## Resultados
| Posição           | Atleta             | Pontos |
| ----------------- | ------------------ | ------ |
| Medalha de ouro   | Gottlob Walz       | 156,0  |
| Medalha de prata  | Georg Hoffmann     | 150,2  |
| Medalha de bronze | Otto Satzinger     | 147,4  |
| 4                 | Albert Zürner      | 144,6  |
| 5                 | Melville Clarke    | 144,0  |
| 6                 | Hjalmar Johansson  | 143,4  |
| 7                 | Robert Andersson   | 142,2  |
| 8                 | Fritz Nicolai      | 138,0  |
| 9                 | Einar Rosengren    | 137,6  |
| 10                | Emil Lundberg      | 135,4  |
| 11                | Gerlach Richter    | 134,0  |
| 12                | Otto Hagborg       | 133,8  |
| 13                | August Lindgren    | 130,6  |
| 14                | Sigfrid Larsson    | 131,2  |
| 15                | Alfred Johansson   | 129,2  |
| 16                | Axel Norling       | 127,4  |
| 17                | Harold Smyrk       | 126,4  |
| 18                | Emilios Krouazas   | 39,4   |
| 19                | P. Paraskevopoulos | 27,2   |
| 20                | D. Argalias        | 22,0   |
| –                 | Luigi Capra        | DNF    |
| –                 | Carlo Bonfanti     | DNF    |
| –                 | Frank Bornamann    | DNF    |
| –                 | John Andersson     | DNF    |

## Quadro de medalhas
| Ordem | País     | Medalha de ouro | Medalha de prata | Medalha de bronze | Total |
| ----- | -------- | --------------- | ---------------- | ----------------- | ----- |
| 1     | Alemanha | 1               | 1                | 0                 | 2     |
| 2     | Áustria  | 0               | 0                | 1                 | 1     |
|       |          |                 |                  |                   |       |
| Total | Total    | 1               | 1                | 1                 | 3     |